# Ryan XF2R Dark Shark
Ryan XF2R Dark Shark je bilo ameriško eksperimentalno lovsko letalo z mešanim pogonom. Poganjal ga je en turbopropelerski motor General Electric T31 in en turboreaktivni motor General Electric J31. Dark Shark je bil zasnovan na podlagi Fireballa, je pa imel Dark Shark precej boljše sposobnosti. Ameriška mornarica ni pokazala veliko zanimanja za letala z mešanim pogonim, namesto tega so se osredotočili na povsem reaktivna letala. 

## Specifikacije
Podatki iz The Complete Book of Fighters
Splošne karakteristike
- Posadka: 1
- Dolžina: 36 ft 0 in (10,97 m)
- Razpon kril: 42 ft 0 in (12,80 m)
- Višina: 14 ft 0 in (4,27 m)
- Površina kril: 305 ft² (28,3 m²)
- Naložena teža: 11000 lb (4990 kg)
- Pogon letala:
  - 1 × General Electric J31 turboreaktivni motor, 1600 lbf (7,1 kN)
  - 1 × General Electric T31 turboprop, 1760 KM (1310 kW)

 Zmogljivost 
- Maks. hitrost: 497 mph (432 vozlov, 800 km/h) (na nivoju morja)
- Višina leta: 39100 ft (11900 m)
- Hitrost vzpenjanja: 4850 ft/min (24,64 m/s)
- Obremenitev kril: 36,1 lb/ft² (176 kg/m²)

Oborožitev

- 4 × .50-inch (12.7 mm) M2 Browning strojnice